# Ludovic Booz
 Ludovic Booz (Aquin, 16 de junio de 1940 - 2 de febrero de 2015) fue un escultor y pintor de Haití.

## Vida y obras
Booz es el autor de los bustos en bronce de algunos de los presidentes de Haití.
Sus obras han sido expuestas en muchas galerías de su país natal así como en Francia, Israel y Surinam.